# Gymnothorax sagmacephalus
Gymnothorax sagmacephalus är en fiskart som beskrevs av Böhlke, 1997. Gymnothorax sagmacephalus ingår i släktet Gymnothorax och familjen Muraenidae. Inga underarter finns listade i Catalogue of Life.